# De Schans (Noardeast-Fryslân)
De Schans (Fries: De Skâns) is een buurtschap in de gemeente Noardeast-Fryslân, in de Nederlandse provincie Friesland. De Schans is gelegen in het oosten van de provincie Friesland, aan de grens met de provincie Groningen. De buurt ligt op een eiland ten direct ten zuidoosten van het dorp Munnekezijl en ten noorden van het 18e-eeuwse sluizencomplex in de rivier de Lauwers, die hier ter plaatse Munnekezijlsterried wordt genoemd.

## Geschiedenis
De plaatsnaam is relatief jong en komt pas voor op kaarten vanaf 1970. De plaatsnaam verwijst naar een schans die in 1576 tijdens de regering van Caspar de Robles werd aangelegd.
In 1580 was de schans echter in handen van de Staatsen, want in dat jaar werd de schans op 1 september veroverd (heroverd) door de Spanjaarden op de Staatse legerleider Willem Lodewijk. De overwinning was van korte duur, want op 18 juli 1581 heroverde hopman Schuil uit Kollum de schans voor de Staatsen. Vier jaar later gaf Willem Lodewijk substituut grietman Tjarck Sappes (van de stins Ter Harst) de opdracht de schans te repareren, hetgeen deze liet uitvoeren door Jan Pietersz die daarvoor stenen gebruikte van het afgebroken klooster Galilea uit zijn dorp Burum. In 1590 wordt de schans opnieuw genoemd in verband met vijandelijkheden tussen Staatsen en Spanjaarden, en ten slotte in 1672 in verband met het Rampjaar. Ergens in de eeuwen daarna moet de schans zijn geslecht. De schans is opgenomen in het wapen van het dorp Munnekezijl.
Op de schans is sinds 1622 een molen bekend, de voorganger van de huidige molen Rust Roest (1856), die in 1742 werd afgebroken. Tussen circa 1850 en circa 1920 stond er op de oostpunt van De Schans een zaagmolen: de zogenoemde Bokkemolen. De buurt eromheen werd destijds 'Bokkebuurt' genoemd. Beide namen komen van oprichter Jan Sytses Bok.
Ten noorden van De Schans ligt een sluis, waarvan de eerste voorganger door de monniken van het klooster Jeruzalem uit Gerkesklooster werd aangelegd in 1471 (of 1476) voor de afwatering van onder andere de nieuwe polder Ruigewaard. In 1741 werd ter verbetering van de Lauwers het huidige sluizenstelsel gebouwd. In 1882 werd De Schans een eiland toen ten zuiden ervan ter bevordering van de afwatering een nieuw stroomkanaal werd gegraven en de Keersluis Munnekezijl werd aangelegd met hierover de 'Nieuwe Friese Brug'.
Tot in de jaren 1970 was De Schans een dicht bebouwd gebied met onder andere een hotel, maar in 1976 werden bijna alle ongeveer 50 huizen gesloopt met de belofte van de gemeente dat er nieuwe voor zouden komen. Uit onderzoek bleek echter dat de grond te zacht was en er alleen met zeer veel heien woningen konden worden gebouwd, waarop er door de gemeente vanaf werd gezien. In plaats daarvan werd het westelijk deel van De Schans ingericht als park met een hertenkamp en werd er een binnenhaventje aangelegd. In 1985 werd definitief besloten om het gebied een recreatieve functie te geven en werden de genoemde voorzieningen uitgebreid. Sindsdien is er een plek waar boten te water kunnen worden gelaten.
Aan de oostzijde van de weg staan de enige overgebleven twee huizen. Rond 1957 werd hier een pelsdierhouderij (nertsenfokkerij) opgericht, die in 1965 uitgroeide tot een van de grootste van West-Europa. Door toegenomen milieuwetgeving lag de locatie van de nertsenfokker echter in 1995 ineens te dicht bij het dorp. De gemeente gedoogde de locatie nog een aantal jaren, totdat in 2002 de nertsenfokkerij moest sluiten op straffe van een dwangsom van 20.000 euro.
Steden, dorpen en gehuchten: Aalsum · Anjum · Augsbuurt · Birdaard · Blija · Bornwird · Brantgum · Burum · Dokkum · Ee · Engwierum · Ferwerd · Foudgum · Genum · Hallum · Hantum · Hantumeruitburen · Hantumhuizen · Hiaure · Hogebeintum · Holwerd · Janum · Jislum · Jouswier · Kollum · Kollumerpomp · Kollumerzwaag · Lichtaard · Lioessens · Marrum · Metslawier · Munnekezijl · Moddergat · Morra · Nes · Niawier · Oosternijkerk · Oostmahorn · Oostrum · Oudwoude · Paesens · Raard · Reitsum · Ternaard · Triemen · Veenklooster · Waaxens · Wanswerd · Warfstermolen · Westergeest · Wetsens · Wierum · Zwagerbosch

Buurtschappen: Abbewier · Bartlehiem (deels) · Beintemahuis · Betterwird · Bollingawier · Bonte Hond · Bornwirdhuizen · Boteburen · Brandeburen · De Dellen · De Keegen · De Kolk · De Leegte · De Rijp · De Wirden · De Schans · Dijkshorne · Dokkumer Nieuwe Zijlen · Drieboerehuizen · Ezumazijl · Groot Medhuizen · Halfweg · Hallumerhoek · Hanenburg · Hantumerhoek · Huis ter Noord · Kettingwier · Klein Medhuizen · Kletterbuurt · Kollumeroudzijl · Krabburen · Laagland · Lutkewier · Molenbuurt · Nieuwland · Oudeterp · Oudwouderzijlen · Reidswal · Scharnehuizen · Stiem · Teerd · Teijeburen · Tergracht (deels) · Ter Lune · Tibma · Tilburen · Tiltjeburen · Vaardeburen · Veldburen · Vijfhuizen (Hallum) · Vijfhuizen (Ternaard) · Visbuurt · Weerdeburen · Westerburen · Westernijkerk · Wie · Wijgeest · Zevenhuizen

Streken: 't Schoor · Galilea · It Paradyske · Lutkelaard · Sibrandahuis · Steenharst · Steenvak · Wildpad (deels) · Zandbulten · Zwagerveen

Friesland: Steden en dorpen      Nederland: Provincies · Gemeenten